# Борзинск
Борзинск — исчезнувшая деревня в Болотнинском районе Новосибирской области. На момент упразднения входила в состав Варламовского сельсовета. Исключена из учётных данных в 1971 году.

## География
Располагалась в верховье реки Кунчурук, в 2,5 км к западу от деревни Краснознаменка.

## История
Посёлок Борзинский был основан в 1908 г. В 1926 году состоял из 69 хозяйств. В административном отношении являлся административным центром Борзинского сельсовета Болотнинского района Томского округа Сибирского края.
До 1945 года входила в состав Кандерепоского сельсовета, до 1954 года в Бутырском сельсовете, затем в Зудовском. Решением Новосибирского облисполкома от 27.09.1971 г. № 650 деревня исключена из учётных данных как фактически не существующая.

## Население
По переписи 1926 г. в посёлке проживало 324 человека (162 мужчины и 162 женщины), основное население — русские.